# Acid ribonucleic de transfer
Acidul ribo-nucleic de transfer (numit și ARN de transfer sau ARNt) este un complex de molecule mici (în jur de 74–95 nucleotide) care transferă un aminoacid activat unui lanț polipeptidic în creștere sintetizat în timpul procesului de translație. ARNt are o formă asemănătoare unui „trifoi cu patru foi” sau unei cruci. La capătul 3` terminal, toți ARNt au secvența CCA, unde se fixează unul din cei 20 de aminoacizi. Această legătură covalentă este catalizată de o aminoacil ARNt sintetază. ARNt mai conține o secvență de 3 nucleotide, numită anticodon, secvență care se potrivește prin complementaritate codonului corespunzător de pe ARN-ul mesager al aminoacidului transportat. Fiecare tip de ARNt corespunde unui singur tip de aminoacid, dar deoarece codul genetic conține mai mulți codoni specifici aceluiași aminoacid, moleculele de ARNt cu diferiți anticodoni pot reprezenta același aminoacid. 
ANRt are porțiuni bicatenare, are doi poli funcționali, unul la care se așază un aminoacid, altul care conține o secvență de 3 bază azotate numită anticodon, cu ajutorul căreia ARNt-ul recunoaște la nivelul ribozomului codonul din ARN mesager corespunzător aminoacidului pe care îl poartă. Recunoașterea codon-anticodon are loc la nivelul ribozomului în procesul sintezei catenei polipeptice.